# 설상

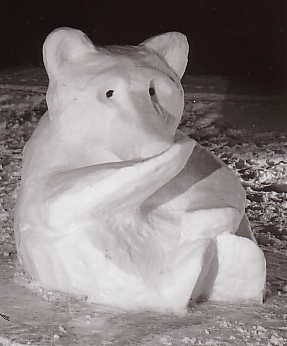
설상

설상(雪像)은 눈을 다져 조각상으로 만든 것을 말한다. 주로 눈축제 등에서 볼 수 있다.
모래조각이나 얼음조각에 버금가는 조각형태로, 현재는 대부분 야외에서 관객이 보는 앞에서 행해지는 경우가 많아 공연예술과 유사하다. 재료와 도구는 매우 다양하지만 삽, 피클 포크, 집에서 만든 도구, 톱과 같은 수공구가 포함되는 경우가 많다. 일반적으로 각 측면이 약 1.8~4.6m(6~15피트)이고 무게가 약 20~30톤에 달하는 단일 눈 블록으로 조각된다. 여기에 쓰이는 눈은 인공적인 방법으로 만들어지거나 눈이 내린 후 땅에서 모아져 촘촘하게 쌓인 형태이다.

## 같이 보기
- 눈사람
- 얼음 조각